# San Juan (Porto Rico)
San Juan (AFI: [saŋ ˈxwan]) ou São João, oficialmente Município da Cidade Capital São João Batista (em castelhano:  Municipio de la Ciudad Capital San Juan Bautista) é a capital e o município mais populoso de Porto Rico. De acordo com o Censo dos Estados Unidos de 2020, o município possui uma população de 342 000 habitantes, com a região metropolitana contendo cerca de 2 300 000 de pessoas. San Juan foi fundada pelos colonizadores espanhóis em 1521, que a chamaram de Ciudad de Puerto Rico (Cidade de Porto Rico). A capital de Porto Rico é a cidade mais antiga dos Estados Unidos estabelecida pelos europeus, seguida por St. Augustine, na Flórida, e a segunda mais antiga das Américas a ser estabelecida pelos europeus, depois de Santo Domingo, na República Dominicana. Várias construções históricas estão localizadas em San Juan, entre as mais notáveis as antigas fortificações defensivas da cidade, os fortes San Felipe del Morro e San Cristóbal, e La Fortaleza, a mais antiga residência oficial em uso contínuo das Américas.
Hoje, San Juan é um dos portos mais importantes de Porto Rico, e o centro industrial, financeiro, cultural e turístico da ilha. A população de era de 2 450 292 habitantes no censo de 2000, ou seja, mais de 60% da população do país vive e trabalha nesta área. A cidade tem sido a sede de numerosos eventos esportivos importantes, como os Jogos Pan-Americanos de 1979, Jogos Centro-Americanos e do Caribe de 1966, uma das sedes do Clássico Mundial de Beisebol de 2006 e 2009, e da Série do Caribe.

## História

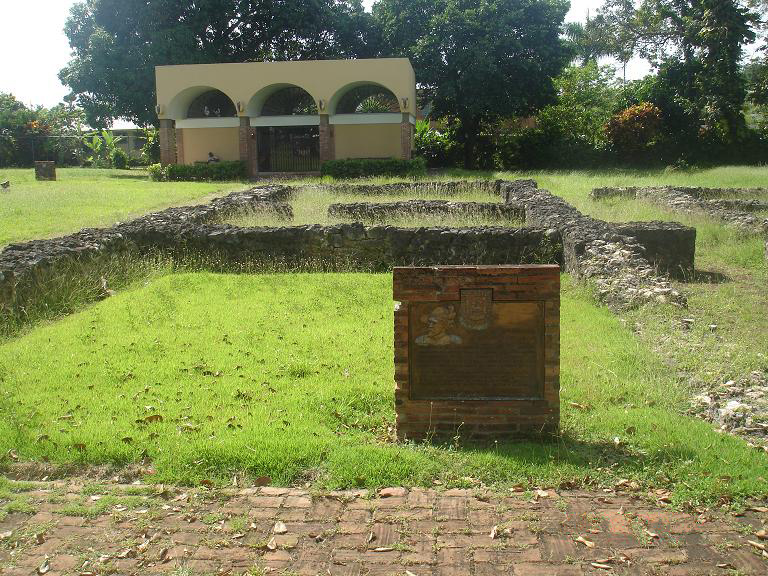
Ruínas da residência de Juan Ponce de León, em Caparra.

Em 1508, Juan Ponce de León fundou o assentamento Caparra (assim designado após a província de Cáceres, na Espanha, local de nascimento do então governador dos territórios caribenhos da Espanha, Nicolás de Ovando), atualmente conhecido como "Pueblo Viejo", bairro de Guaynabo, a oeste da atual região metropolitana de San Juan. Um ano mais tarde, o assentamento foi transferido para um local então chamado "Puerto Rico" (porto rico em espanhol), em função de suas características geográficas similares à ilha de Gran Canária, nas Ilhas Canárias. Em 1521, o novo assentamento recebeu seu nome formal, San Juan Bautista de Puerto Rico, em homenagem a São João Batista, seguindo a tradição de batizar a cidade com o nome formal (Puerto Rico) e o nome que Cristóvão Colombo tinha originalmente dado à ilha (San Juan Bautista).
O uso ambíguo de San Juan Bautista e Puerto Rico para a cidade e para a ilha levou a uma inversão na utilização do nome pela maioria dos habitantes. Com o tempo, comerciantes e outros visitantes marítimos também passaram a se referir a toda a ilha como Porto Rico, enquanto San Juan se tornou o nome usado para o principal porto de comércio/transporte e a capital.
San Juan, como um povoado do Império Espanhol, foi utilizado por navios mercantes e militares vindos da Espanha como primeira escala nas Américas. Devido a sua proeminência no Caribe, uma rede de fortificações foi construída para proteger o transporte de ouro e prata do Novo Mundo para a Europa. Por causa de suas ricas cargas, San Juan tornou-se alvo das potências estrangeiras da época.
A cidade foi vítima de ataques dos ingleses liderados por Sir Francis Drake em 1595 (conhecido como a Batalha de Porto Rico) e por George Clifford de Cumberland, em 1598. A artilharia do forte de San Juan, El Morro, expulsou Drake, porém, Clifford conseguiu desembarcar suas tropas e sitiar a cidade. Após alguns meses de ocupação britânica, Clifford foi forçado a abandonar o cerco, quando suas tropas começaram a sofrer por exaustão e doença. Em 1625 a cidade foi saqueada por forças holandesas lideradas pelo Capitão Balduíno Enrico (também conhecido como Boudewijn Hendricksz), mas El Morro resistiu ao ataque e não foi tomado. Os holandeses foram contra-atacados pelo capitão Juan de Amezquita e 50 membros da milícia civil em terra e pelos canhões das tropas espanholas no Forte El Morro. A batalha em terra deixou 60 soldados holandeses mortos e Enrico com um ferimento de espada no pescoço recebido das mãos de Amezquita. No mar, os navios holandeses foram abordados pelos porto-riquenhos que derrotaram os presentes abordo. Depois de uma longa batalha, os soldados espanhóis e os voluntários da milícia da cidade estavam aptos para defender a cidade do ataque e salvar a ilha de uma invasão. Em 21 de outubro, Enrico pôs "La Fortaleza" e a cidade em chamas. Os capitães Amezquita e Andre Botello decidiram pôr um fim à destruição e liderou 200 homens em um ataque contra o front e a retaguarda do inimigo, expulsando Enrico e seus homens.
A Inglaterra atacou novamente em 1797, durante as guerras revolucionárias francesas, liderada por Sir Ralph John Abercromby (que acabara de conquistar Trinidad). Seu exército cercou a cidade, mas foi forçado a retirar-se e aceitar a derrota devido as defesas porto-riquenha mostrar-se mais resistentes do que as de Trinidad. Vários eventos e circunstâncias, incluindo a liberalização do comércio com a Espanha, a abertura da ilha para os imigrantes como resultado da Real Cédula de Graças de 1815, e as revoluções coloniais, levaram a uma expansão de San Juan e outros povoados de Porto Rico no final século XVIII e início do século XIX.
Em 8 de maio de 1898, navios da Marinha dos Estados Unidos, entre eles o USS Detroit, USS Indiana, o USS New York, USS Anfitrite, USS Terror e USS Montgomery, comandados pelo contra-almirante William T. Sampson, chegaram à Baía de San Juan. O USS Yale capturou um cargueiro espanhol, o Rita, na Baía San Juan, sendo assim o primeiro encontro hostil entre os beligerantes em Porto Rico.

## Geografia

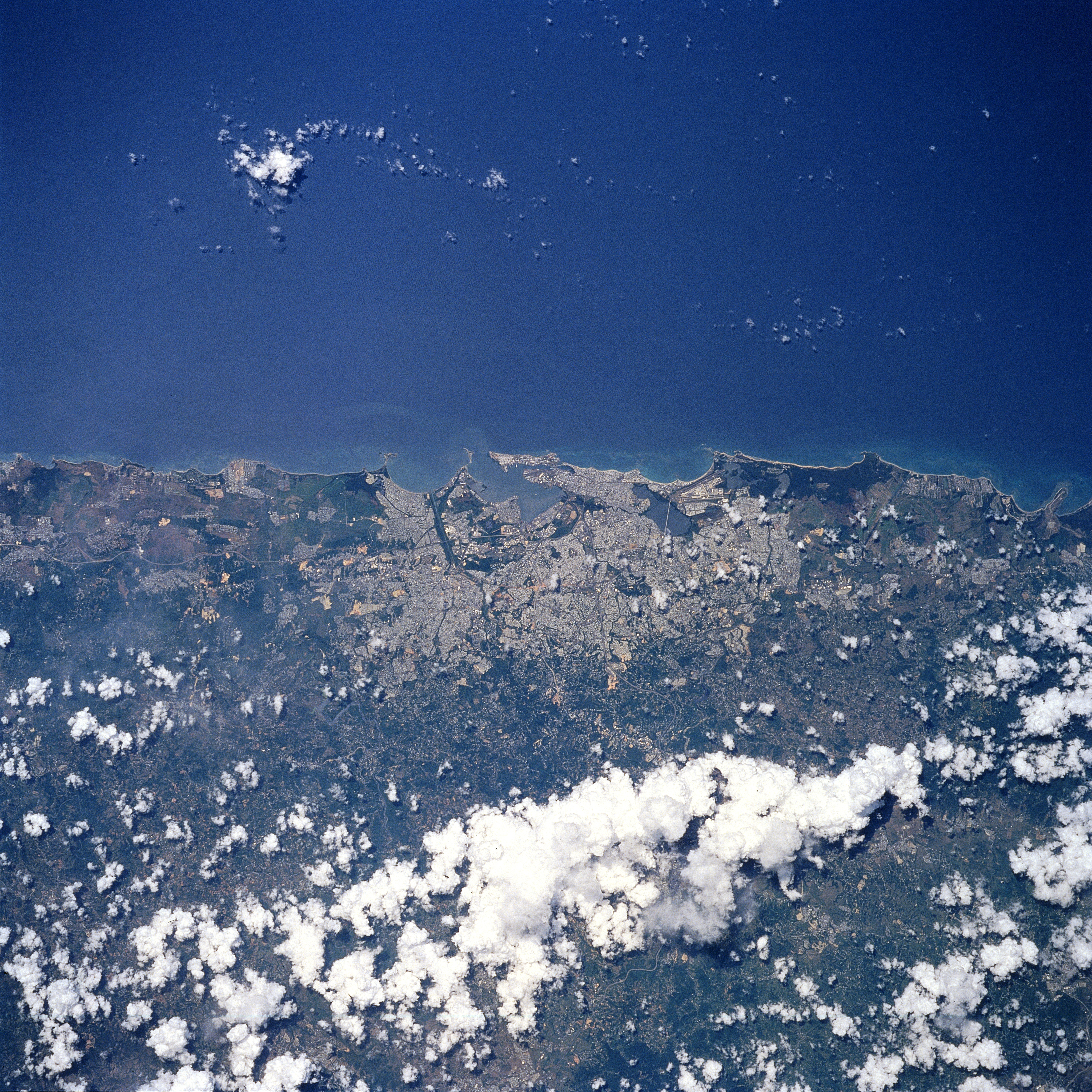
San Juan vista do espaço — julho de 1997

San Juan está localizado nas coordenadas 18° 27′ 00″ N, 66° 04′ 00″ O a uma altitude média de 3 m acima do nível do mar. O município ocupa uma área de 199,25 km², sendo 123,85 km² de terra e 75,39 km² de água, ou seja, 37,8%. A área urbana do município possui 120,15 km², sendo 102,23 km² de terra e 17,92 km² de água. Os principais corpos de água de San Juan são a Baía de San Juan e duas lagoas naturais, a Lagoa Condado e a San José.
A cidade de San Juan está localizada na região nordeste da planície costeira, ao norte de Aguas Buenas e Caguas, a leste de Guaynabo e Bayamón, e a oeste de Carolina e Trujillo Alto.
A Velha San Juan ocupa a costa ocidental de uma ilhota rochosa, na foz da Baía de San Juan. Durante o século XX, surgiram os grandes centros populacionais além dos muros da cidade velha e da ilha principal, que se uniram aos já existentes centros ao sul e leste da Velha San Juan. Como resultado, a cidade é atualmente composta de uma variedade de bairros.

### Bairros
Atualmente o município de San Juan é composto dezoito bairros, sendo o bairro "San Juan Antiguo" (a Velha San Juan), formado pela ilhota de San Juan, o primeiro a ser criado no município em 1521. Até então, o município tinha uma área de aproximadamente 2,6 km ². Posteriormente, em 1863, foi anexado o primeiro subúrbio da capital, conhecido como "Santurce" fazendo com que o território da capital aumentasse mais de 600%, para 16,2 km². Este bairro fazia parte do então dissolvido município de San Mateo de Cangrejos. Os outros bairros de San Mateo, "Cangrejos" e "Hato Rey", foram divididos entre o município de Carolina e o antigo município de Río Piedras, respectivamente. Atualmente, Hato Rey é o distrito financeiro da cidade de San Juan.
A última grande expansão do município de San Juan ocorreu em 1951 através do Projeto Legislativo 177, onde, como resultado do referendo promovido pelo então governador Luis Muñoz Marín, o município de Río Piedras foi anexado ao município de San Juan. Desta forma, o território da capital passou para seu tamanho atual.
Abaixo os dezoito bairros atuais de de San Juan:
| Bairros | População total | População urbana | Área (a) total (km²) | Área de terra (km²) | Densidade (hab/km²) |
| --- | --------------- | ---------------- | -------------------- | ------------------- | ------------------- |
| Caimito | 20 832          | 14 955           | 14,06                | 14,06               | 1 481,7             |
| Cupey | 36 659          | 32 873           | 19,55                | 19,4                | 1 889,6             |
| El Cinco | 7 149           | 7 149            | 3,57                 | 3,55                | 2 013,8             |
| Gobernador Piñero | 47 779          | 47 779           | 12,2                 | 11,5                | 4 154,7             |
| Hato Rey Central | 20 867          | 20 867           | 2,69                 | 2,67                | 7 815,4             |
| Hato Rey Norte | 16 461          | 16 461           | 11,19                | 9,14                | 1 801,0             |
| Hato Rey Sur | 10 868          | 10 868           | 2,12                 | 2,12                | 5 126,4             |
| Monacillo | 12 425          | 12 425           | 2,98                 | 2,98                | 4 169,5             |
| Monacillo Urbano | 29 309          | 29 309           | 8,68                 | 8,68                | 3 376,6             |
| Oriente | 34 799          | 34 799           | 5,65                 | 4,51                | 7 716,0             |
| Pueblo | 9 391           | 9 391            | 1,86                 | 1,86                | 5 048,9             |
| Quebrada Arenas | 2 753           | 0                | 6,32                 | 6,32                | 435,6               |
| Sabana Llana Norte | 32 361          | 32 361           | 6,97                 | 6,19                | 5 227,9             |
| Sabana Llana Sur | 43 839          | 43 839           | 10,8                 | 10,8                | 4 059,2             |
| San Juan Antiguo | 7 963           | 7 963            | 6,81                 | 2,64                | 3 016,3             |
| Santurce | 94 067          | 94 067           | 22,53                | 13,57               | 6 932,0             |
| Tortugo | 4 351           | 4 351            | 2,23                 | 2,23                | 1 951,1             |
| Universidad | 2 501           | 2 501            | 1,61                 | 1,61                | 1 553,4             |
| Totais | 434 374         | 421 958          | 141,82               | 123,85              | 3 507,2             |
| (a) A diferença de 57,43 km² para a área total do município de 199,25 km, refere-se a áreas de água não pertencentes a qualquer bairro. |                 |                  |                      |                     |                     |

### Clima
San Juan possui uma temperatura média anual de 28 °C, embora temperaturas de 32 °C ou mais não sejam raras durante o verão, especialmente se os ventos vêm do sul. A temperatura pode baixar até os 18 °C durante o inverno, embora a temperatura média no inverno seja de 21 °C. Desde 1950. A chuva é bem distribuída durante todo o ano; porém, os meses de janeiro, fevereiro e março são os mais secos.
| Dados climatológicos para San Juan  | Dados climatológicos para San Juan | Dados climatológicos para San Juan | Dados climatológicos para San Juan | Dados climatológicos para San Juan | Dados climatológicos para San Juan | Dados climatológicos para San Juan | Dados climatológicos para San Juan | Dados climatológicos para San Juan | Dados climatológicos para San Juan | Dados climatológicos para San Juan | Dados climatológicos para San Juan | Dados climatológicos para San Juan | Dados climatológicos para San Juan |
| Mês                                 | Jan                                | Fev                                | Mar                                | Abr                                | Mai                                | Jun                                | Jul                                | Ago                                | Set                                | Out                                | Nov                                | Dez                                | Ano                                |
| ----------------------------------- | ---------------------------------- | ---------------------------------- | ---------------------------------- | ---------------------------------- | ---------------------------------- | ---------------------------------- | ---------------------------------- | ---------------------------------- | ---------------------------------- | ---------------------------------- | ---------------------------------- | ---------------------------------- | ---------------------------------- |
| Temperatura máxima recorde (°C)     | 33                                 | 36                                 | 36                                 | 36                                 | 36                                 | 38                                 | 37                                 | 36                                 | 37                                 | 37                                 | 36                                 | 34                                 | 38                                 |
| Temperatura máxima média (°C)       | 25                                 | 27                                 | 28                                 | 29                                 | 31                                 | 32                                 | 33                                 | 34                                 | 34                                 | 32                                 | 29                                 | 27                                 | 29                                 |
| Temperatura mínima média (°C)       | 19                                 | 19                                 | 21                                 | 23                                 | 23                                 | 24                                 | 24                                 | 24                                 | 24                                 | 24                                 | 21                                 | 21                                 | 23                                 |
| Temperatura mínima recorde (°C)     | 11                                 | 11                                 | 10                                 | 18                                 | 19                                 | 21                                 | 21                                 | 21                                 | 21                                 | 19                                 | 16                                 | 12                                 | 16                                 |
| Precipitação (mm)                   | 76,2                               | 55,9                               | 58,4                               | 94                                 | 154,9                              | 111,8                              | 114,3                              | 134,6                              | 134,6                              | 139,7                              | 147,3                              | 119,4                              | 1 343,7                            |
| Fonte: www.weatherbase.com 5-7-2010 |                                    |                                    |                                    |                                    |                                    |                                    |                                    |                                    |                                    |                                    |                                    |                                    |                                    |

## Demografia
O município de San Juan tem uma população de 342 259 pessoas, segundo o Censo dos Estados Unidos de 2020, tornando-se a maior cidade de Porto Rico e é a 57ª maior municipalidade dos Estados Unidos e seus territórios. De 1899 a 1950, San Juan excluía a cidade de Río Piedras. Por esta razão, os dados de população e área de terra para o período referem-se apenas aos barrios de Antiguo San Juan e Santurce, ou subdivisões, de San Juan. O antigo município de Río Piedras constituía a terceira cidade mais populosa de Porto Rico na época de sua anexação em 1951. Sua localização estratégica ao sul da capital servia de junção para todos os principais meios de transporte da ilha e como entrada geográfica a San Juan, fatores que levaram ao dramático desenvolvimento urbano de Río Piedras no século XX.
| Distribuição da população por faixa etária | Distribuição da população por faixa etária | Distribuição da população por faixa etária | Distribuição da população por faixa etária | Distribuição da população por faixa etária | Distribuição da população por faixa etária |
| Faixa etária                               | ≤ 18 anos                                  | 18–24 anos                                 | 25–44 anos                                 | 45–64 anos                                 | ≥ 65 anos                                  |
| ------------------------------------------ | ------------------------------------------ | ------------------------------------------ | ------------------------------------------ | ------------------------------------------ | ------------------------------------------ |
| % da população                             | 24,8%                                      | 11,2%                                      | 27,6%                                      | 21,6%                                      | 14,8%                                      |

- Idade média da população: 35 anos;[25]
- San Juan possui 85,2homens para cada 100 mulheres (79,9 para população com dezoito anos ou mais);[25]

| Distribuição da população segundo a raça | Distribuição da população segundo a raça | Distribuição da população segundo a raça | Distribuição da população segundo a raça | Distribuição da população segundo a raça | Distribuição da população segundo a raça | Distribuição da população segundo a raça |
| Raça única                               | Raça única                               | Raça única                               | Raça única                               | Raça única                               | Raça única                               | duas raças ou mais                       |
| raça                                     | branca                                   | negra ou americana africana              | índio americana e nativa do alaska       | asiática                                 | outras raças                             | duas raças ou mais                       |
| ---------------------------------------- | ---------------------------------------- | ---------------------------------------- | ---------------------------------------- | ---------------------------------------- | ---------------------------------------- | ---------------------------------------- |
| % da população                           | 72,7%                                    | 11,9%                                    | 0,5%                                     | 0,5%                                     | 9,0%                                     | 5,3%                                     |

- 98% da população é hispânica ou latina (de qualquer raça) e 1,4% é branca (nem hispânica e nem latina).[26]

### Evolução da população
San Juan é o município mais populoso e com maior densidade demográfica da Região Metropolitana e de todo Porto Rico. A população, no entanto, tem apresentado diminuição nas últimas décadas, resultado da expansão populacional para os municípios adjacentes.
A tabela abaixo mostra a evolução populacional do município de acordo com dados do US Census Bureau.
| Ano | População do município de San Juan | Área de terra km² | Densidade demográfica hab./km² |
| --- | ---------------------------------- | ----------------- | ------------------------------ |
| 1899* | 32 048                             | 16,21             | 1 977,05                       |
| 1910* | 48 716                             | 16,21             | 3 005,31                       |
| 1920* | 69 733                             | 16,21             | 4 301,85                       |
| 1930* | 114 715                            | 16,21             | 7 076,80                       |
| 1940* | 169 247                            | 16,21             | 10 440,90                      |
| 1950* | 224 767                            | 16,21             | 13 865,95                      |
| 1960 | 451 658                            | 123,85            | 3 646,81                       |
| 1970 | 463 242                            | 123,85            | 3 740,35                       |
| 1980 | 434 849                            | 123,85            | 3 511,09                       |
| 1990 | 437 745                            | 123,85            | 3 534,48                       |
| 2000 | 434 374                            | 123,85            | 3 507,26                       |
| *De 1899 até 1950, o munípio de San Juan excluía o antigo município de Río Piedras. Por este motivo, durante este período os dados da população, área e densidade fazem referência apenas aos bairros de San Juan Antiguo e Santurce. |                                    |                   |                                |

O antigo município de Río Piedras, incorporado a San Juan em 1951, constituía a terceira cidade mais populosa de Porto Rico no momento de sua anexação. Sua posição estratégica ao sul da capital, servia como ponto de encontro de todas as vias principais da ilha e como antessala geográfica de San Juan. Este foi apenas um dos fatores que impulsionaram seu enorme desenvolvimento urbano durante o século XX, o maior crescimento populacional observado em qualquer região de Porto Rico durante este período. O crescimento da população deste antigo município, antes da anexação, até 1950, e em 2000, de acordo com o último censo, é apresentado na tabela abaixo.
| Ano                                                     | População do município Río Piedras | Área de terra km² | Densidade demográfica hab./km² |
| ------------------------------------------------------- | ---------------------------------- | ----------------- | ------------------------------ |
| 1899                                                    | 13 760                             | 107,64            | 127,83                         |
| 1910                                                    | 18 880                             | 107,64            | 175,40                         |
| 1920                                                    | 24 745                             | 107,64            | 229,89                         |
| 1930                                                    | 40 853                             | 107,64            | 379,53                         |
| 1940                                                    | 68 290                             | 107,64            | 634,43                         |
| 1950                                                    | 143 989                            | 107,64            | 1 337,69                       |
| 2000*                                                   | 332 344                            | 107,64            | 3 087,55                       |
| *Em 2000, como uma área dentro do município de San Juan |                                    |                   |                                |

## Economia

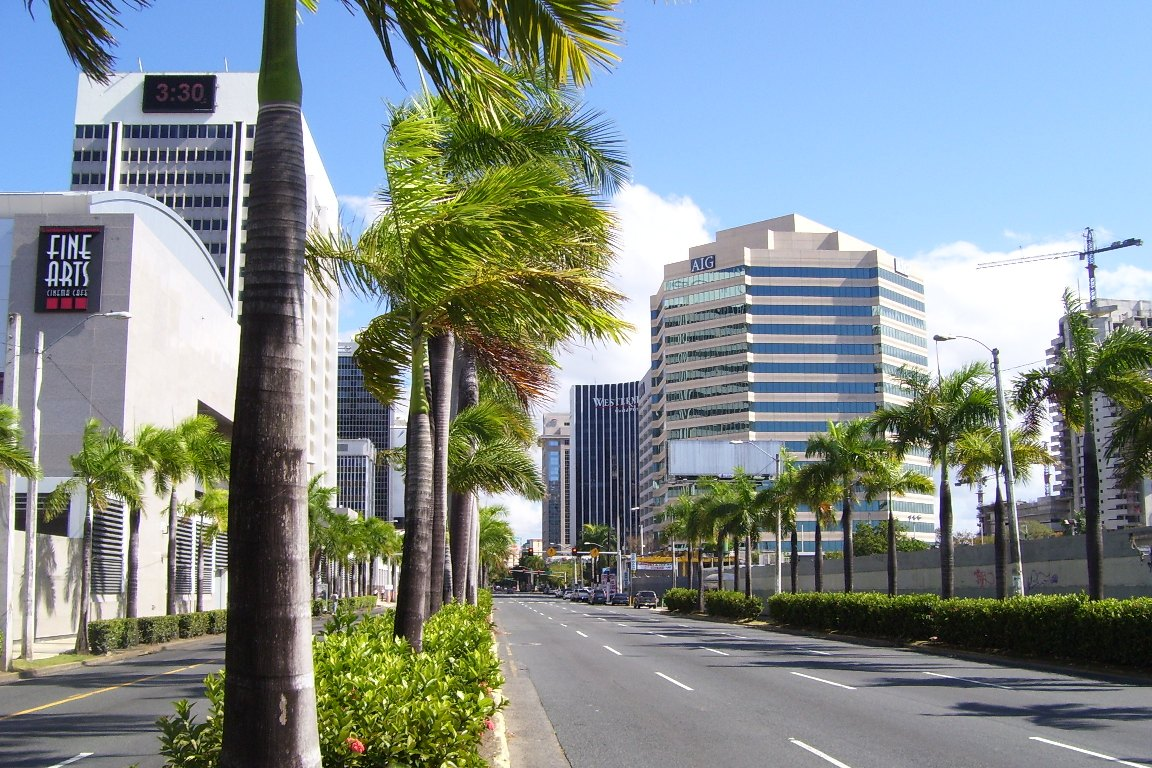
La Milla de Oro

San Juan apresentou um crescimento econômico significativo após a Segunda Guerra Mundial. Durante este período a cidade passou por uma revolução industrial. A economia da cidade se baseia principalmente em empresas dedicadas à fabricação de diversos produtos, tais como: substâncias químicas (água sanitária e produtos de limpeza domésticos), medicamentos, rum e outras bebidas, fertilizantes, ferramentas elétricas, aparelhos eletrônicos, plásticos, têxteis e produtos alimentícios. O turismo também é uma indústria importante. O foco do turismo da cidade está no distrito de "Condado Beach", onde existem numerosos hotéis luxuosos. Locais históricos como "El Morro", "Velha San Juan" e "El Cuartel de Ballaja", são promovidos em campanhas de turismo. O distrito de "Hato Rey" contém um setor corporativo conhecido como "La Milla de Oro" (A Milha de Ouro), que serve de sede de vários bancos locais e internacionais. O distrito "Hato Hey" é frequentemente referido como a "Wall Street do Caribe", devido à influência da área em Porto Rico e na economia do Caribe.

## Transportes

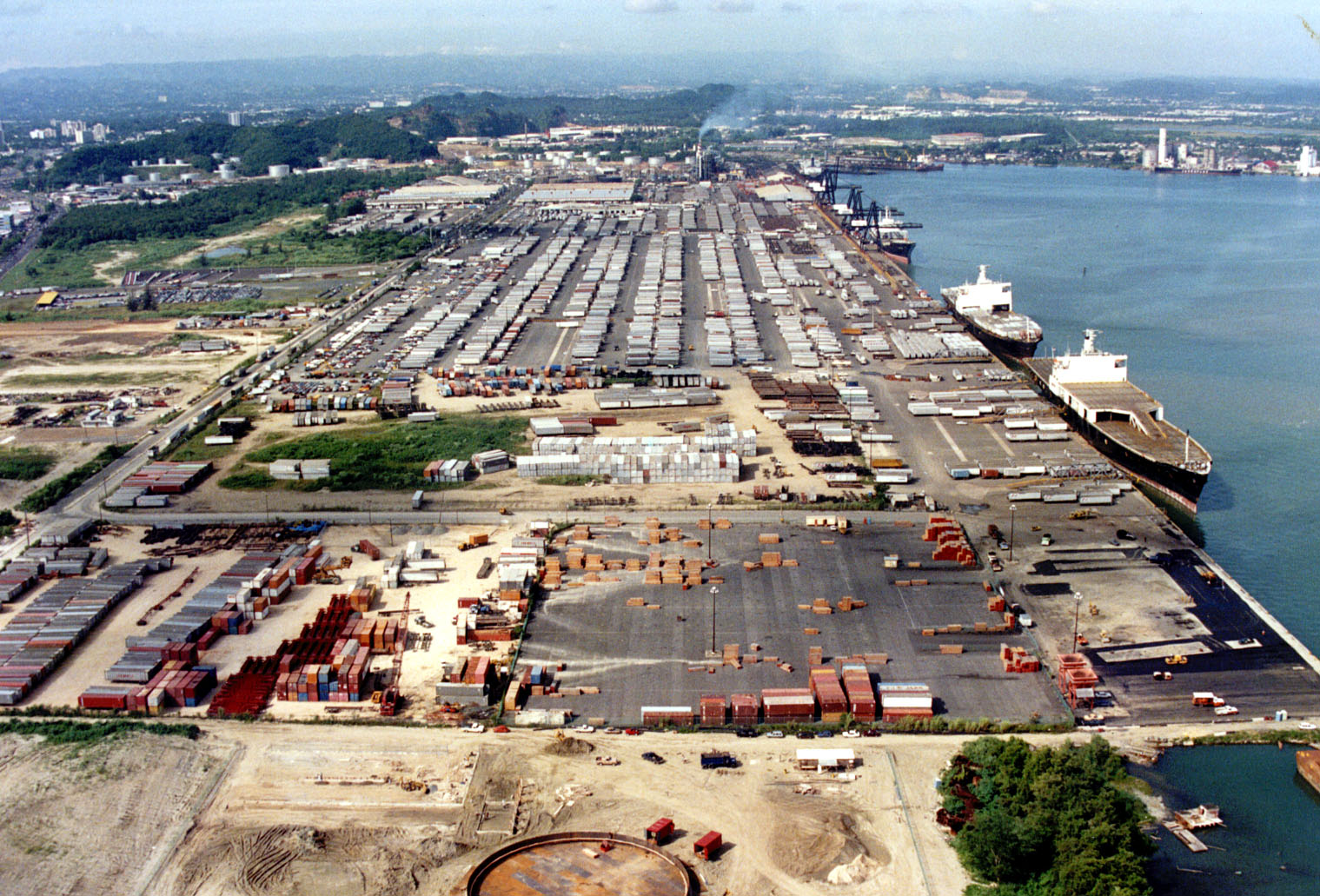
O Porto de San Juan é o mais movimentado do Caribe e um dos mais movimentados do mundo

O porto de San Juan é o quarto porto mais movimentado no hemisfério ocidental, classificado entre os 17 maiores do mundo em termos de movimentação de contêineres. É também a maior base portuária de navios de cruzeiros no mundo, abrigando mais de uma dúzia de navios. É o segundo porto mais movimentado em volume de cruzeiros depois de Miami.
A área metropolitana é servida por dois aeroportos. O Aeroporto Internacional Luis Muñoz Marin, principal aeroporto comercial de San Juan, localizado a 12,7 km da Cidade Velha de San Juan, no município vizinho de Carolina. O aeroporto abriga mais de 30 companhias aéreas nacionais e internacionais e é o aeroporto mais movimentado do Caribe. É muitas vezes referido como "A Porta para o Caribe", pois serve como a principal ligação da ilha e do resto do Caribe para os Estados Unidos e vice-versa. A aeroporto secundário da região é o Aeroporto de Fernando Ribas Dominicci, que está localizado em frente ao Canal San Antonio da Cidade Velha de San Juan, no distrito de Isla Grande. O Aeroporto Dominicci é usado principalmente por aeronaves da aviação geral, voos charter, e alguns voos domésticos comerciais. Era usado pela cidade e também pela ilha como porta principal de voos internacionais para Porto Rico até a abertura do Aeroporto Internacional Luis Muñoz Marin. Atualmente é também amplamente utilizado pela Isla Grande Flight School e pela Caribe Flight Center, as únicas escolas de voo na ilha.

### Transporte público
Com aproximadamente 2 700 veículos por quilômetro pavimentado, San Juan tem de longe a maior densidade de veículos nas ruas do que qualquer país do mundo. A cidade é servida por cinco vias expressas de acesso limitado e autoestradas e numerosas vias arteriais e boulevards, mas continua sofrendo de graves congestionamentos em seu tráfego.
A Autoridade Metropolitana de Ônibus ("Autoridad Metropolitana de Autobuses" ou AMA) fornece do transporte de ônibus diariamente aos moradores de San Juan, Guaynabo, Bayamón, Toa Baixa, Trujillo Alto, Cataño e Carolina através de 30 rotas fixas. Sua frota é composta de 277 ônibus regulares e 35 ônibus adaptados para deficientes. O número de passageiros da AMA é estimado em 112 000 durante a semana. Há também um serviço diário de balsa, conhecido como La Lancha de Cataño, que opera entre a Cidade Velha de San Juan e a cidade de Cataño.

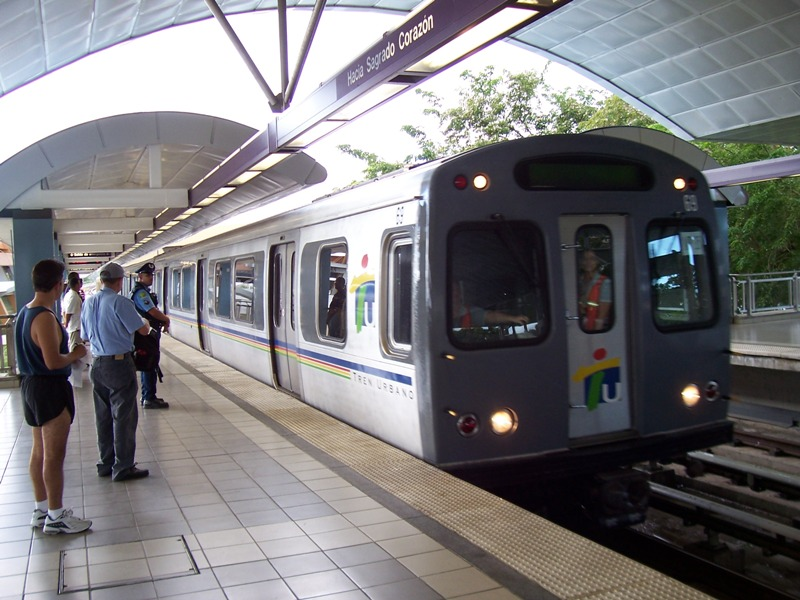
Trem Urbano na Estação em Bayamón

Na tentativa de diminuir a dependência de veículos e os congestionamentos rodoviários, a cidade construiu um sistema de metrô apelidado de "Tren Urbano" (Trem Urbano). Os 17,2 km de linha conecta-se a 16 estações. O projeto, que foi inaugurado no final de 2004, custou 2,250 bilhões dólares, 1 bilhão acima do orçamento, e atrasou quatro anos. O Tren Urbano tem recebido menos passageiros do que foi projetado inicialmente e não tem reduzido significativamente o tráfego de automóvel da cidade, apesar do aumento de 7,5% no número de passageiros em 2006 com relação a 2005. Há um projeto para construir um sistema de veículo leve sobre trilhos (ou metrô de superfície) interurbano, conectando as cidades de San Juan e Caguas.
O aumento do investimento em transporte público, no entanto, não tem alterado a dependência de San Juan dos automóveis e seu rápido crescimento tem provocado a expansão urbana.

## Cidades irmãs
As seguintes cidades são tidas como cidades-irmãs de San Juan:
- Cartagena, Colômbia
- Honolulu, Estados Unidos
- Jacksonville, Estados Unidos
- Cidade da Guatemala, Guatemala
- San Juan, Filipinas
- Santiago, República Dominicana